# Ram Range
Ram Range är ett berg i Kanada.   Det ligger i provinsen Alberta, i den centrala delen av landet, 3 000 km väster om huvudstaden Ottawa. Toppen på Ram Range är 2 680 meter över havet, eller 15 meter över den omgivande terrängen. Bredden vid basen är 0,30 km.
Terrängen runt Ram Range är kuperad åt nordost, men åt sydväst är den bergig. Trakten runt Ram Range är nära nog obefolkad, med mindre än två invånare per kvadratkilometer.. Det finns inga samhällen i närheten. 
I omgivningarna runt Ram Range växer i huvudsak barrskog.